# Argo
Argo (раніше були відомі як Europond) — грецький музичний гурт, який поєднає у своїй творчості елементи хіп-хопу і традиційній понтійській музики. 2016 гурт представляв Грецію на Євробаченні 2016 у Стокгольмі, Швеція, із піснею «Utopian Land».